# Dieter Paul Baumert
Dieter Paul Baumert (* 23. Dezember 1898 in Berlin; † 7. Juli 1971 in Hannover) war ein deutscher Medienwissenschaftler.

## Leben
Paul Baumert wurde am 23. Dezember 1898 als Paul Wilhelm Richard Baumert in Berlin geboren. Er war der zweite Sohn des Polizeisekretärs Richard Baumert und seiner Ehefrau Emilie Baumert (geborene Petermann). Er besuchte ab dem zehnten Lebensjahr die zehnte Robert Zelle-Realschule und wurde am 15. November 1916 zum Wehrdienst verpflichtet. Im Januar 1919 wurde er entlassen und besuchte im Juni die Königstädtische Oberrealschule, wo er sein Reifezeugnis erhielt. Im April 1913 immatrikulierte er sich an der Philosophischen Fakultät der Friedrich-Wilhelm-Universität (heute Humboldt-Universität zu Berlin), um Staatswissenschaften zu studieren. Durch den Tod seines Vaters im Dezember 1923 war er von seiner Tätigkeit als Werkstudent finanziell abhängig. Dadurch sammelte er Erfahrungen von Professoren aus dem Bereichen Zeitungskunde und Zeitungspraxis. 1926 legte er ein Examen als Diplom-Volkswirt ab. Am 23. Juli 1927 bestand er seine Doktorprüfung als Rigorosum.
1928 erhielt er den Doktorgrad durch seine Dissertation Die Entstehung des deutschen Journalismus : Eine sozialgeschichtl. Studie, die sich den Epochen des Journalismus widmet. Sie entstand zu einer Zeit, als sich die Berliner Zeitungswissenschaft erst noch etablieren musste.
Nach der Promotion arbeitete Baumert als freier Journalist. Abgesehen von gelegentlicher Vortragstätigkeit war er wissenschaftlich zunächst nicht weiter aktiv. Später arbeitete er in der Forschungsstelle für Handel beim Reichskuratorium für die Wirtschaftlichkeit, ab 1938 als Referent beim Statistischen Reichsamt Berlin. 
In Schlesien, wo er Verwandtschaft hatte, lernte er seine spätere Frau Erika geb. Nierlich kennen. Sie heirateten 1940 in der Nähe von Liegnitz (Legnica). Dort wurden ihre Kinder Rosina (1941) und Rother (1943) geboren.
1943 wurde Baumert Soldat. Er kam nach Italien. Der Krieg endete für ihn in einem amerikanischen Internierungslager in Genua. Im Juli 1946 wurde der Kriegsgefangene entlassen. In das sowjetisch besetzte, dann polnisch verwaltete Schlesien konnte er nicht auf Dauer zurückkehren. Seine Familie wurde ausgewiesen. Sie übersiedelten zunächst nach Berlin. Bald zogen sie in die niedersächsische Kleinstadt Peine. Dort verdingte sich Baumert als Hilfsarbeiter im Schraubenwerk Peine. Hier wurde auch das 3. Kind, der Sohn Alphart (Rufname Alf, 1951) geboren.  
Erst 1951 erhielt der Akademiker eine Stelle in der Niedersächsischen Landesstatistik Hannover, anschließend beim Städtischen Ausgleichsamt. Ab Juli 1954 wohnte die Familie in Hannover. Anfang 1964 trat Baumert in den Ruhestand. Nach schwerer Krankheit starb er am 7. Juli 1971 in Hannover.

## Wissenschaftliches Werk

### Perioden des Journalismus
Paul Baumert teilt die Geschichte des deutschen Journalismus bis in die 1920er-Jahre in vier Perioden ein. Er beschränkt sich dabei nicht auf schriftliche Ausdrucksformen, sondern fokussiert sich auf die allgemeine gesellschaftliche Nachrichtenbefriedigung- und Darstellung, sowie die öffentliche Wahrnehmung eines Journalisten im historischen Kontext (Strukturwandel). Er selbst bezeichnet diese Unterteilung als funktionale Unterscheidung und grenzt sich dabei von fachlich-inhaltlichen Kriterien der Zeit wie von Robert Eduard Prutz ab.

#### Präjournalismus
Als Präjournalismus bezeichnet Baumert die Zeit vor dem Beginn des Zeitungswesens im Mittelalter und der Frühen Neuzeit. Nach ihm habe es vor dem Zeitungswesen keinen Journalismus, sondern nur sporadische Nachrichtenübermittlung gegeben, die meist keinen eigenen Berufszweig darstellte. Erst durch das Zeitungswesen wurden die spezifischen Aufgaben und Rahmenbedingungen für einen Journalisten geschaffen. Am ehesten an den Beruf des Journalisten würden nach ihm berufsmäßige Dichter und Spielmänner rankommen, die aufgrund ihrer aktuellen Poesie auch als wandernder Journalist bezeichnet wurden. Als Frühform journalistischer Werke nennt er Briefmitteilungen und Flug- und Streitschriften. Berichtet wurde überwiegend über Katastrophen und religiöse und politische Themen. Der Empfängerkreis waren meist nur Händler und der Adel. Durch die Entwicklung des Buchdruck und Transportwesens schritt auch die Entwicklung des Journalismus voran.

#### Korrespondierender Journalismus
Die Periode trat nach Baumert unmittelbar nach dem Beginn des Zeitungswesens im 17. Jahrhundert auf. Er sieht vor allem den Dreißigjährigen Krieg als Anfang der Verbreitung der Zeitung in Europa. Baumert merkt an, dass es zu der Zeit wenige journalistische Standards gab und meist wahllos berichtet wurde, von dem was der Journalist irgendwo erfuhr. Mehrheitlich wurden die Beiträge dabei von nebenberuflichen Lohnschreibern verfasst. Die Schreiber sammelten neue Informationen durch Korrespondenz und es gab keine Redaktion, so dass die gesammelten Inhalte wenig verändert wurden. Ebenfalls als Korrespondenz wird der Informationsaustausch zwischen dem Journalisten und dem Leser verstanden. Auch wurde der Inhalt selten von Druckern oder Postmeistern eingeordnet und ausgewertet, da diese nicht qualifiziert dafür waren. Ebenfalls fehlt es in der Zeit an klaren ausdifferenzierten journalistischen Darstellungsformen, weswegen Baumert die Zeitungen eher als reine Nachrichtenblätter sieht. Baumert kritisiert an dieser Periode ebenfalls die mangelnde Quellenbasis und die Anonymität der Autoren, was die Vertrauenswürdigkeit einschränkt.

#### Schriftstellerischer Journalismus
Diese Periode beginnt nach Baumert Ende des 18. Jahrhunderts und reicht bis in die Mitte des 19. Jahrhunderts. Durch die Französische Revolution, den Anstieg der bürgerlichen Bildung und Urbanisierung musste sich der Journalismus mehr für die Bedürfnisse des allgemeinen Volkes anpassen. Die eigentliche Tagespresse wurde durch Schriftsteller literarisch aufpoliert. Aufgrund der langen Zeit der Zensur zeigte sich die Gedanken der Aufklärung im Journalismus wieder. Baumert stellt dar, dass sich der schriftstellerische oder auch literarische Journalismus wirtschaftlich unabhängig vom Zeitungswesen entwickelte und meist von wirtschaftlich unabhängigen Herausgebern veröffentlicht wurde und von nebenberuflichen Journalisten, die aus überwiegend idealistischen und nicht wirtschaftlichen Interessen gehandelt haben. Ihr Haupteinkommen erhielten sie als Gelehrte, Buchautoren oder Diplomaten. Dennoch wurden zu der Zeit auch feste Arbeitsverhältnisse für Tagesschriftsteller geschaffen. Insgesamt stieg der Konsum stark an und es gab erstmals spezielle wissenschaftliche Universalzeitschriften. Auch bekannte Schriftsteller wie Gotthold Ephraim Lessing, Johann Wolfgang von Goethe und Friedrich Schiller gründeten diverse Journale, um zu der Bevölkerung sprechen zu können. Im Vormärz wurde der Journalismus von einer literarisch-philosophischen Ausrichtung mehr zu einer politischen Ausrichtung gelenkt. Die Journalisten übernahmen meist mehrere Aufgaben und veröffentlichten ihre Werke im Selbstverlag. Allgemeinverständlicher Journalismus für das einfache Volk und eine lesenswerte Avisenpresse für Gebildete musste sich erst noch entwickeln.

#### Redaktioneller Journalismus
Diese Periode beginnt nach Baumert in der zweiten Hälfte des 19. Jahrhunderts und entstand durch Professionalisierung aus dem schriftstellerischen und korrespondierenden Journalismus. Bei dieser Phase gibt es bereits eine feste Redaktion, die gemeinsam an Texten arbeitete und eine Organisation in Verlagshäusern, die eine regelmäßiges Erscheinen sichert. Kennzeichnend ist für diese Periode ein Zusammenwirken von Nachrichtenwesen und Tagesliteratur. Diese Entwicklung wurde auch durch die Verstädterung und einem gestiegenen Lokaljournalismus begünstigt. Ebenso von Bedeutung waren technische Entwicklungen wie die Telegrafie und die Setzmaschine Linotype und der gesellschaftliche und wirtschaftliche Umschwung zur Zeit der Industrialisierung. 1874 wurde in Deutschland durch das Reichspressegesetz zudem ein rechtlicher Rahmen geschaffen, der mehr Pressefreiheit zuließ, die aber durch Ausbruch des 1. Weltkriegs wieder eingeschränkt wurde.

### Funktionen des Journalismus
Aus seiner Perioden-Theorie heraus hat er daher drei Funktionen des Journalismus entwickelt. So soll die Korrespondenzfunktion Nachrichten für geschäftliches Interesse bestimmten, während die schriftstellerische Funktion für die Darstellung, das verständlich machen für den Leser und den Unterhaltungswert beim Lesen sorgt. Die Aufgabe der redaktionellen Funktion ist es den Inhalt durch eine Organisation in Verlagen auf Qualität zu prüfen und Aktualität, Universalität, Periodizität und Kontinuität zu gewährleisten.

## Rezeption
Baumerts Theorie wurde zu einem wichtigen Teil der Zeitungswissenschaft, fand aber auch Ansehen in der Journalistik, Kommunikationswissenschaft, Medienwissenschaft und Sozialgeschichte. So wurde er von mehreren Soziologen und Historikern rezeptiert. Kritisiert wurde er für eine fehlende Einbeziehung einer Personalisierung durch den Leser bei der geschichtlichen Entwicklung. Seine Theorie befasst sich ausschließlich mit der Entwicklung des Journalismus in Printmedien bis in die 1920er-Jahre und geht daher nicht auf neuere Entwicklungen und die Beeinflussung durch später entstandene Medien ein. Der deutsche Kommunikationswissenschaftler Walter Hömberg erklärt in der Neuauflage des Buches aus dem Jahr 2013 die Bedeutung der Theorie und die Rezeption durch die Wissenschaft.

## Veröffentlichungen (Auswahl)
- Die Entstehung des deutschen Journalismus. Eine sozialgeschichtliche Studie. 1928; Neuauflage durch Walter Hömberg. Duncker & Humblot, München / Leipzig 2013, ISBN 978-3-8487-0154-4.
- Zur Theorie der Wirtschaftsstufen (Vortrag vom 19. April 1929). In: Sozialökonomische Blätter. 13. Jahrgang, Band 1, 1929. GoogleBooks.